# Lesperon
Lesperon är en kommun i departementet Landes i regionen Nouvelle-Aquitaine i sydvästra Frankrike. Kommunen ligger i kantonen Morcenx som tillhör arrondissementet Mont-de-Marsan. År 2022 hade Lesperon 1 030 invånare.

## Befolkningsutveckling
Antalet invånare i kommunen Lesperon
Referens:INSEE